# Antilopformák
Az antilopformák (Antilopinae) az emlősök (Mammalia) osztályának párosujjú patások (Artiodactyla) rendjébe, ezen belül a tülkösszarvúak (Bovidae) családjába tartozó alcsalád.
Az alcsaládba 40 recens faj tartozik.

## Rendszerezés
Az alcsaládba az alábbi 3 nemzetség, 16-17 élő nem tartozik:
- gazellák (Antilopini) Hassanin & Douzery, 2003 - 26-27 élő faj
  - Ammodorcas Thomas, 1891
  - Antidorcas Sundevall, 1847
  - Antilope Pallas, 1766
  - Eudorcas Fitzinger, 1869
  - Gazella Blainville, 1816
  - Litocranius Kohl, 1886
  - Nanger Lataste, 1885
  - Procapra Hodgson, 1846

- törpeantilopok (Neotragini) - 13 élő faj
  - Dorcatragus Noack, 1894
  - dikdikek (Madoqua) (Ogilby, 1837)
  - Neotragus Hamilton Smith, 1827
  - Nesotragus Von Dueben, 1846[1]
  - Oreotragus A. Smith, 1834
  - Ourebia Laurillard, 1842
  - őszantilopok (Raphicerus) Hamilton Smith, 1827

- Saigini Simpson, 1945 - 1-2 élő faj, ha nem vesszük figyelembe a tibeti antilopot is
  - Saiga J. E. Gray, 1843
  - ?Pantholops Hodgson, 1834 - ennek a nemnek, ebbe a nemzetségbe, illetve ebbe az alcsaládba való besorolása vitatott, hiszen egyes rendszerezők az önálló tibeti antilopformák (Panthalopinae) alcsaládjába helyeznék[2][3][4][5]